# Tatort: Winterschach
Winterschach ist der 212. Fernsehfilm der Krimireihe Tatort und der achte vom Saarländischen Rundfunk produzierte Tatort. Die Erstausstrahlung fand am 13. November 1988 statt. Es ist der zweite Fall mit Kommissar Palu als Ermittler. Palu hat es mit dem Mord an einem Psychiater und dem Mordanschlag auf einen Exilpolitiker sowie ausländischen geheimdienstlichen Tätigkeiten auf deutschem Boden zu tun.

## Handlung
Der in Saarbrücken im Exil lebende lateinamerikanische Professor Luiz Santos ist physisch und psychisch durch die ihm von der Militärjunta in seiner Heimat zugefügte Folter gezeichnet. An der Universität Saarbrücken lehrt er über die Literatur im Schatten der Diktatur in seiner Heimat. Santos wird von seinem Landsmann Gimenez, einem Geheimdienstmann der Militärdiktatur, kontaktiert. Dieser kündigt an, dass es in ihrem Heimatland demnächst freie Wahlen geben und Santos als Kandidat seiner Sozialistischen Partei gegen den Diktator kandidieren solle. Santos lehnt ab, da er ohnehin nicht an eine wirklich demokratische Wahl glaubt. Doch Gimenez setzt ihn mit dem Wissen unter Druck, dass Santos seinerzeit unter Folter seine Parteigenossen verraten habe. Die Junta würde dies publik machen und seinen Ruf nicht nur in der Heimat ruinieren, wenn er nicht mitspielte. Widerwillig stimmt Santos einer Kandidatur zu. Santos sucht seinen Psychiater Dr. von Heiden auf, bei dem er wegen seiner Traumata in Behandlung ist. Er erzählt diesem von dem Druck, der auf ihm laste, die Junta spiele eine Art Schachpartie mit ihm, die er kaum gewinnen könne. Während abends Santos seiner Lebensgefährtin Laura Meister von seinen Plänen erzählt, wird von Heiden von Gimenez ermordet, seine Aufzeichnungen zu Santos werden geraubt.
Palu und seine Assistenten werden am nächsten Morgen zum Tatort gerufen, Palu findet auf dem Anrufbeantworter eine Nachricht von Santos, aber keine dazugehörige Patientenakte in den Unterlagen des Ermordeten. Laura schlägt unterdessen Santos vor, seine Vorlesungen abzusagen und mit ihm in den Urlaub zu fahren, um ihn von seinen Kandidatenplänen abzulenken. Gimenez erfährt durch eine Wanze in Santos’ Telefon von den Urlaubsplänen, er entführt Santos, lässt ihn zusammenschlagen und droht, dass seiner Freundin Laura etwas zustoßen könnte, wenn er fliehe. Zudem deutet er an, von Heiden ermordet zu haben, Santos habe keine andere Wahl, als zu kandidieren. Palu sucht Santos kurz darauf zu Hause auf, um ihn über von Heiden zu befragen. Santos behauptet, sich die Verletzungen durch einen Sturz zugezogen zu haben, er bestätigt, ein Patient von Heidens gewesen zu sein, weitere Angaben macht er nicht. Palu kann recherchieren, dass Santos Erziehungsminister einer demokratisch gewählten Regierung war, bis das Militär putschte. Eine radikale sozialistische Exilgruppe in Saarbrücken um Maria Casals sieht in den Rückkehrplänen Santos’ einen Verrat, Maria will Santos daher umbringen, solange er noch in Saarbrücken ist. Santos spürt, dass er aufgrund seiner Kandidatur den Rückhalt in der Exil-Gemeinde verloren hat. Auf einem Winterspaziergang will er sich erschießen, wird aber von spielenden Kindern gestört. Zwei Landsleute aus der Gruppe um Maria Casals schießen Santos kurz darauf auf offener Straße nieder, er überlebt schwer verletzt.
Maria Casals gelingt es trotz Polizeischutz, als Schwester verkleidet Zutritt zu Santos’ Zimmer zu bekommen. Sie versucht, ihn mit einer Injektion zu töten, wird aber von Gimenez’ Gehilfen getötet. Die Prostituierte Sylvie, die die Attentäter von Santos hat davonlaufen sehen, sagt Palu gegenüber am nächsten Tag aus, dass sie den Schützen flüchtig kennt. Unterdessen suchen Gimenez und sein Gehilfe die Genossen von Maria auf, Gimenez’ Gehilfe tötet sie, wird anschließend aber seinerseits von Laura erschossen. Palu trifft mit seinen Kollegen ein und kann Gimenez festnehmen, während Laura flieht. In Gimenez’ Wagen finden die Beamten die Videokassette, die die Folter und den dadurch erzwungenen Verrat Santos’ belegen. Palu spricht Santos im Krankenhaus darauf an, der sagt aus, dass seine politischen Freunde ihn davor schützen wollten, eine Marionette der Junta zu werden. Kurz darauf ruft Laura Meister im Krankenzimmer an, Palu geht ans Telefon. Im Glauben, mit Santos zu sprechen, sagt sie ihm, dass ihr der Mordanschlag leid tue, sie sei von den anderen überstimmt worden. Palu wird klar, dass Laura Santos’ Pläne an die Genossen verraten und beim Mordkomplott mitgewirkt hat, er lässt sie zur Fahndung ausschreiben. Laura gelingt es, sich trotz der Fahndung nach Moskau abzusetzen, während Santos im Krankenhaus seinen Verletzungen erliegt. Kurz darauf verkündet der General der Militärjunta, dass die „freien“ Präsidentschaftswahlen nunmehr mit ihm als einzigem Kandidaten stattfinden würden.

## Hintergrund
Die Episode wurde zwischen dem 22. Februar und dem 29. März 1988 in Saarbrücken und Umgebung gedreht.Winterschach sollte die menschenverachtenden Methoden von Militärdiktaturen im Allgemeinen anprangern, bekam bei der Ausstrahlung unverhofft durch die damaligen Ereignisse in Chile eine politisch-aktuelle Brisanz.
Der Turm, auf dem sich Prof. Santos mit dem Geheimdienstmitarbeiter Gimenez trifft, ist der Schwarzenbergturm in Saarbrücken. In einer Einstellung sieht man die Fechinger Talbrücke, über die die A6, Saarbrücken-Waidhaus, verläuft.

## Kritik
Die Kritiker der Fernsehzeitschrift TV Spielfilm beurteilen diesen Tatort positiv mit „Palu nutzt seine kombinatorischen Gaben“.